# Rondeletia loricata
Rondeletia loricata är en fiskart som beskrevs av Abe och Hotta, 1963. Rondeletia loricata ingår i släktet Rondeletia och familjen Rondeletiidae. Inga underarter finns listade i Catalogue of Life.